# Bertrand Barré
Bertrand Barré (Lyon, 29 de diciembre de 1942 - Chaville, 12 de marzo de 2019) fue un físico nuclear francés, experto en industria nuclear.

## Carrera profesional
Tras estudiar ingeniera en la École nationale supérieure des mines de Nancy y especializarse en Física del estado sólido, ingresó tras su servicio militar en la comisaría de la Energía atómica (CEA) en 1967.
Ha sido asesor nuclear de la Embajada de Francia en Estados Unidos, director de los reactores nucleares de la CEA, director de ingeniería en Technicatome, director de investigación y desarrollo en Cogema y director de comunicación científica de Areva.
Ha sido profesor del Instituto nacional de las ciencias y técnicas nucleares (INSTN) y presidente del Internacional Nuclear Societies Council (INSC), antiguo presidente de la Sociedad francesa de energía nuclear (SFEN) y de la European Nuclear Society, miembro del consejo del American Nuclear Society, vicepresidente del consejo científico y técnico Comunidad Europea de la Energía Atómica y antiguo presidente del Standing Advising Group Nuclear Energy (SAGNE) y del Organismo Internacional de Energía Atómica (AIEA).